# Ziegelei (Rheinbreitbach)

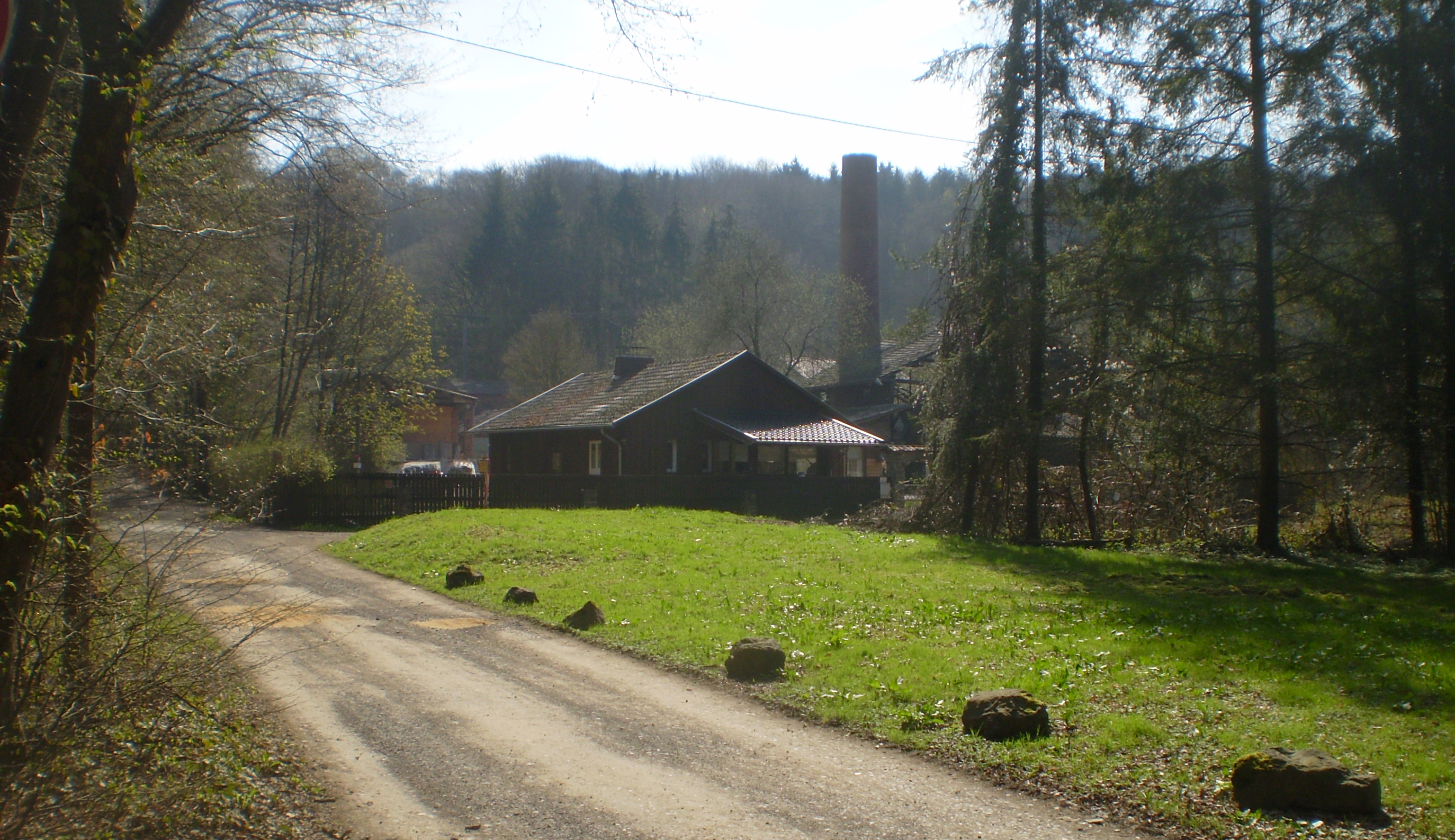
Ziegelei (2012)

Die Ziegelei ist ein Wohnplatz der Ortsgemeinde Rheinbreitbach im rheinland-pfälzischen Landkreis Neuwied. Der östliche Teil der Häusergruppe gehört zur Gemarkung Scheuren und zum Stadtgebiet von Unkel.

## Lage
Die Häusergruppe liegt auf gut 110 m ü. NHN, etwa 600 m östlich des Ortsausgangs von Rheinbreitbach am Breitbach. Zugänglich ist sie über die rund 75 m nördlich verlaufende Westerwaldstraße (Rheinbreitbach–Breite Heide).

## Geschichte
Die Ziegelei entstand an einer Kupferschmelzhütte, die mindestens seit 1668 bestand. Bis 1728 wurde sie von den Kupferbergwerken Virneberg (oberhalb von Rheinbreitbach) und St. Marienberg (bei Bruchhausen), anschließend nur noch vom Virneberg benutzt. 1817 war sie als Pech- und Schmelzhütte sowie als Eisenwerk mit 22 Einwohnern verzeichnet, 1830 als Eisenhüttenwerk. Um 1840 wurde die Schmelze stillgelegt, war aber weiterhin bewohnt.  1843 zählte sie neun Einwohner, 1885 als Wohnplatz der Gemeinde Scheuren zwei Einwohner in einem Wohngebäude.
Zu den in der Ziegelei verarbeiteten Rohstoffen gehörten Hanglehm, entkalkter Löss sowie unterhalb davon gelegene, devonische Ton- und Schluffsteine. Die Dachkonstruktion des Hoffmannschen Ringofens der Ziegelei wurde bei einem Bombenangriff im Zweiten Weltkrieg zerstört und anschließend verändert wiederaufgebaut. Bei der Volkszählung am 25. Mai 1987 verzeichnete der Wohnplatz Ziegelei (Häusergruppe) weniger als zehn Einwohner.
Der Ringofen der Ziegelei steht trotz der Veränderungen als Kulturdenkmal unter Denkmalschutz, die Eintragung in die Denkmalliste des Landes Rheinland-Pfalz als industriegeschichtliches Kulturgut erfolgte Ende 1997. Die Unterschutzstellung war von einem Rechtsstreit begleitet und verhinderte eine geplante gewerbliche Nutzung des Geländes, auf dem mehrere Kleinbetriebe angesiedelt werden sollten.